# 52. ročník udílení Filmových cen Britské akademie
52. ročník udílení Filmových cen Britské akademie se konal 11. dubna 1999. Moderátorem večera byl Jonathan Ross. Ocenění se předávalo nejlepším filmům a dokumentům britským i mezinárodním, které se promítaly v britských kinech v roce 1998.

## Vítězové a nominovaní
Tučně jsou označeni vítězové.
| Nejlepší film | Nejlepší režisér |
| --- | --- |
| Zamilovaný Shakespeare - Královna Alžběta - Zachraňte vojína Ryana - Truman Show                                                                                  | Peter Weir – Truman Show - Shekhar Kapur – Královna Alžběta - Steven Spielberg – Zachraňte vojína Ryana - John Madden – Zamilovaný Shakespeare                      |
| Nejlepší herec v hlavní role | Nejlepší herečka v hlavní roli |
| Roberto Benigni – Život je krásný - Michael Caine –Tichý hlas - Tom Hanks – Zachraňte vojína Ryana - Joseph Fiennes –Zamilovaný Shakespeare                       | Cate Blanchett – Královna Alžběta - Emily Watson – Hilary a Jackie - Jane Horrocks – Tichý hlas - Gwyneth Paltrow – Zamilovaný Shakespeare                          |
| Nejlepší herec ve vedlejší roli | Nejlepší herečka ve vedlejší roli |
| Geoffrey Rush – Královna Alžběta - Geoffrey Rush – Zamilovaný Shakespeare - Tom Wilkinson – Zamilovaný Shakespeare - Ed Harris – Truman Show                      | Judi Dench – Zamilovaný Shakespeare - Lynn Redgrave – Bohové a monstra - Brenda Blethyn – Tichý hlas - Kathy Bates – Barvy moci                                     |
| Nejlepší původní scénář | Nejlepší adaptovaný scénář |
| Truman Show – Andrew Niccol - Život je krásný – Roberto Benigni - Zamilovaný Shakespeare – Marc Norman a Tom Stoppard - Královna Alžběta - Michael Hirst          | Barvy moci – Elaine May - Hilary a Jackie - Frank Cottrell Boyce - Tichý hlas - Mark Herman - Vrtěti psem - Hilary Henkin, David Mamet                              |
| Nejlepší kamera | Nejlepší britský film |
| Královna Alžběta - Remi Adefarasin - Zamilovaný Shakespeare – Richard Greatrex - Truman Show - Peter Biziou - Zachraňte vojína Ryana – Janusz Kamiński            | Královna Alžběta - Hilary a Jackie - Tichý hlas - Sbal prachy a vypadni - Jmenuji se Joe - Srdcová sedma                                                            |
| Nejlepší původní hudba | Nejlepší zvuk |
| Královna Alžběta - David Hirschfelder - Zamilovaný Shakespeare - Stephen Warbeck - Zachraňte vojína Ryana - John Williams - Hilary a Jackie - Barrington Pheloung | Zachraňte vojína Ryana - Hilary a Jackie - Zamilovaný Shakespeare - Tichý hlas                                                                                      |
| Nejlepší produkční design | Nejlepší speciální efekty |
| Truman Show - Dennis Gassner - Zachraňte vojína Ryana - Thomas E. Sanders - Královna Alžběta- John Myhre - Zamilovaný Shakespeare - Martin Childs                 | Zachraňte vojína Ryana - Babe 2: Prasátko ve městě - Truman Show - Mravenec Z                                                                                       |
| Nejlepší kostýmní design | Nejlepší masky |
| Sametová extáze - Sandy Powell - Královna Alžběta- Alexandra Byrne - Zamilovaný Shakespeare - Sandy Powell - Zorro: Tajemná tvář - Graciela Mazon                 | Královna Alžběta- Jenny Shircore - Zachraňte vojína Ryana - Lois Burwell, Jeannette Freeman - Zamilovaný Shakespeare - Lisa Westcott - Sametová extáze - Peter King |
| Nejlepší střih | Nejlepší cizojazyčný film |
| Zamilovaný Shakespeare - David Gamble - Zachraňte vojína Ryana - Michael Kahn - Královna Alžběta - Jill Bilcock - Sbal prachy a vypadni - Niven Howie             | Hlavní nádraží - Život je krásný - Na dno vášně - On Guard |